# منت (مغنية)
كونفات فونباويوراكون (التايلاندية: กุญช์ภัสส์ พรปวีณ์วรกุล ؛ ولدت في 23 يونيو 1994) والمعروفة باسم "منت" (الكورية: 민트 ؛ التايلاندية: Mint) وأيضًا باسم "مينتي"، هي مغنية تايلاندية في كوريا الجنوبية، كانت عضوًا في فرقة فتيات تايني- جي الكورية الجنوبية.

## روابط خارجية
- منت  على فيسبوك.
- منت على إنستغرام
- minttytinygعلى تويتر.